# Chamanthedon aurantiibasis
Chamanthedon aurantiibasis là một loài bướm đêm thuộc họ Sesiidae. Nó được tìm thấy ở miền đông Peru.
Chiều dài cánh trước khoảng 7 mm. 